# Serge Moscovici
Serge Moscovici (rojen kot Srul Herş Moscovici), romunsko-francoski psiholog, * 1925, Brăila, Romunija, † 15. november 2014, Pariz.
Bil je direktor Evropskega laboratorija za socialno psihologijo (Laboratoire Européen de Psychologie Sociale), ki ga je soustanovil leta 1975 v Parizu.